# St. Martin (Rüstungen)

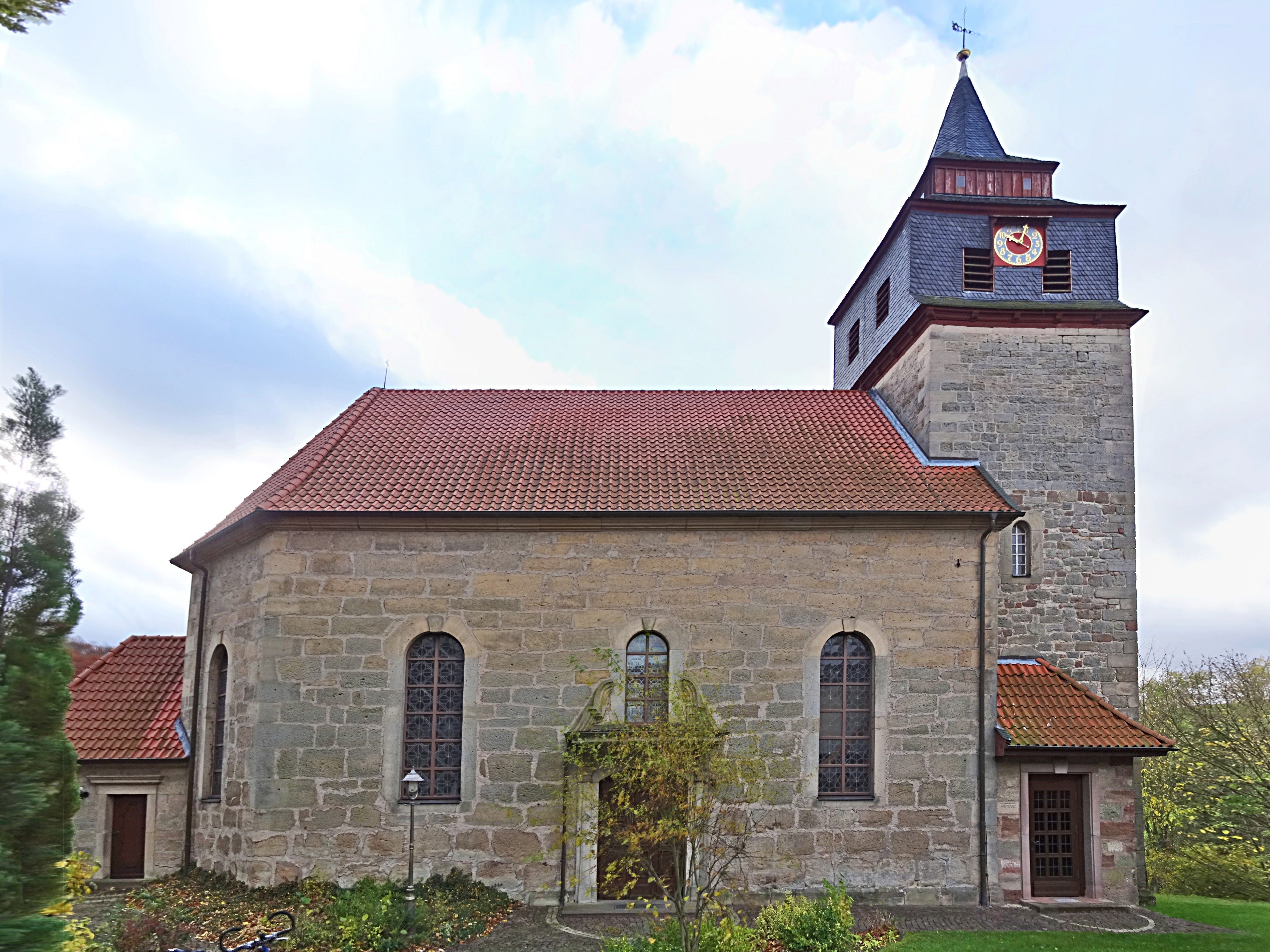
Römisch-katholische Kirche St. Martin in Rüstungen

Die römisch-katholische Filialkirche St. Martin steht in Rüstungen im thüringischen Landkreis Eichsfeld. Sie ist Filialkirche der Pfarrei St. Philippus und Jakobus Ershausen im Dekanat Dingelstädt des Bistums Erfurt. Sie trägt das Patrozinium des heiligen Martin von Tours.

## Geschichte
Das Kirchenschiff wurde 1799 errichtet und am 31. August 1800 geweiht. Der Turm wurde bereits im 16. Jahrhundert errichtet und beim Neubau des Kirchenschiffs erhalten. Die eigenständige Pfarrei Rüstung bestand von 1754, bis sie 2021 eine Filialgemeinde der Pfarrei Ershausen wurde.

## Ausstattung

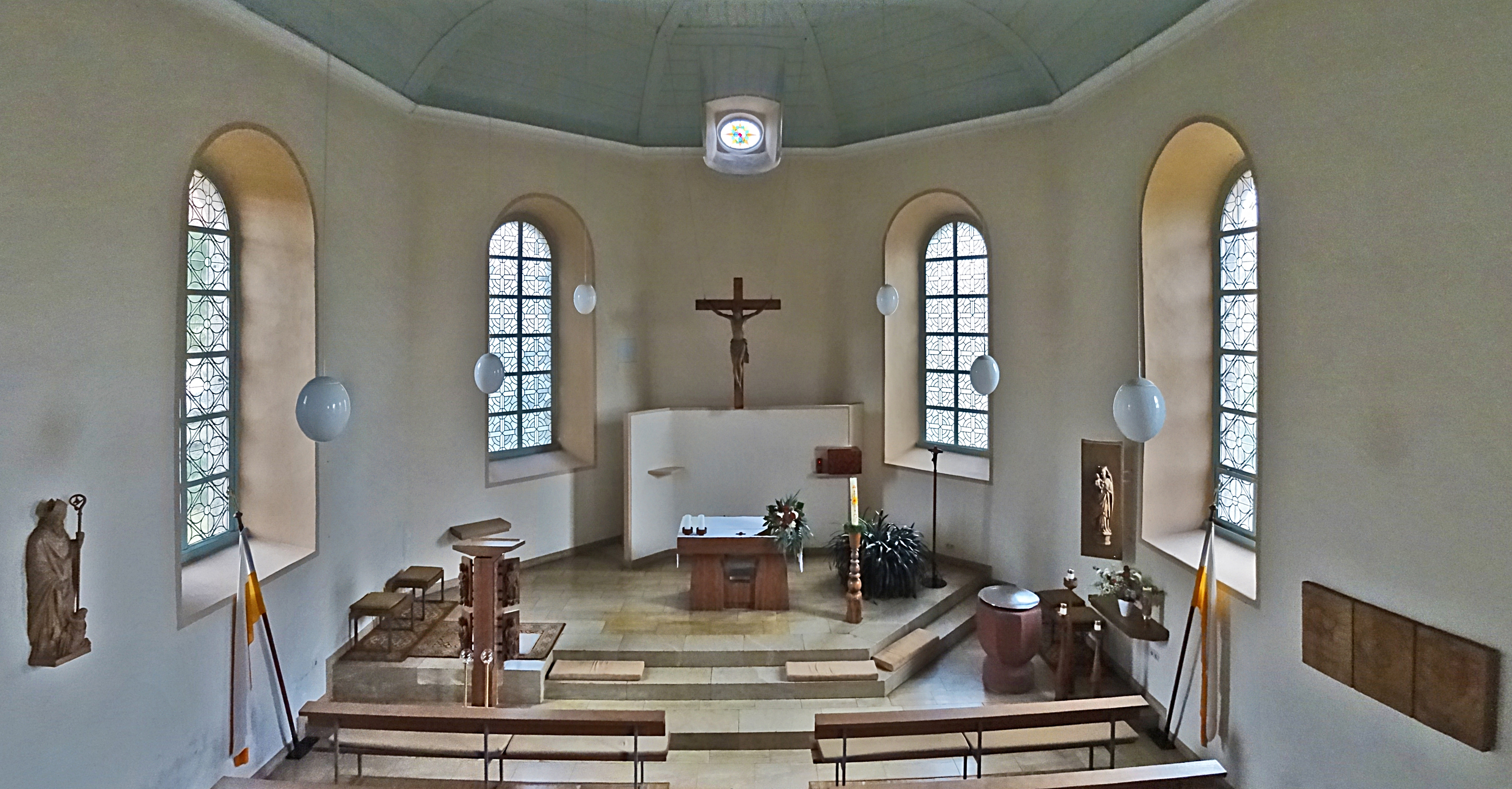
Innenansicht

1970 wurde der neoromanische Hochaltar abgebaut, sodass das Kircheninnere nun schlicht gehalten ist. Auf dem Taufstein ist die Jahreszahl 1561 vermerkt.

## Glocke
| Nr. | Gussjahr | Gießer |
| --- | -------- | ------ |
| 1   | 1588     |        |